# 名護
名護（なご）は沖縄県名護市にある字名の一つで、かつては名護市・沖縄本島北部の中心地である名護市街地の大半がこの字名だったが、1989年から2000年にかけて行われた住居表示で字名護内の行政区名がそのまま町名となったため、現在は住居表示未実施区域のごく一部しかない（そのため大北地域の住居表示未実施部分が飛地となっている）。1970年の合併前の名護町までは大兼久と呼ばれていた（合併前までに「字名護」に変わったのだと思われる）。

## 名護市街地周辺の大規模な住居表示
1989年から2000年にかけ、市街地である字名護や宮里（国道58号より東側）に大規模な住居表示が実施され、これまで「名護市字名護○番地」だった住所で字名護内の行政区だった東江・城・港・大南・大東・大西・大中・大北が正式に町名となりという住所は「名護市（町名）○丁目○番○号」へと変わった。
実施前は字名護の番地が1ケタ台から数字の大きいところでは6500番台と名護市のみならず沖縄本島北部でもっとも密集するところでこれほど広大な面積だったため、場所によって番地も飛び飛びで、郵便や宅配便の配達員を悩ませていたという。このため名護市はこうした現象を少しでも解消するため10年以上をかけて大規模な住居表示を実施した。これにより「名護市字名護」の住所が大幅に減った（現在この住所が存在するのは大北の国道58号名護バイパスより北側と名護青年の家のみのごく僅か）。
字名護のケースは、沖縄県内では糸満市字糸満（かつての旧糸満町域）にも字糸満内に9つの行政区が存在しているが、そちらでの住居表示は1994年に西川区が西川町になった以外は未だ実施されておらず、「糸満市字糸満」のままである。

### 名護市街地の住居表示実施時期
- 1989年11月　東江1～5丁目
- 1991年1月　城1～3丁目・港1～2丁目（ただし城3丁目は全域が名護漁港内）
- 1993年4月　宮里1～6丁目（対象地域は字宮里だが、一部字名護も含まれている。ただし宮里2丁目は21世紀の森公園内）
- 1996年6月　大南1～4丁目（字宮里の一部も対象となった）
- 1996年11月　大東1～4丁目
- 1998年7月　大西1～5丁目
- 1999年7月　大中1～5丁目
- 2000年3月　宮里7丁目（対象地域は字宮里での変更だが、一部字名護も含まれている）
- 2000年10月　大北1～5丁目（為又の一部も対象となった）

## 隣接する地域

### 広義
- 世富慶
- 宮里
- 為又
- 伊差川
- 我部祖河
- 古我知（境界線が山岳上にある）
- 田井等（境界線が山岳上にある）
- 大川（境界線が山岳上にあるが、沖縄県道18号線で直接往来可能）
- 二見（境界線が山岳上にある）
- 大浦（境界線が山岳上にある）

### 狭義
広義と重複する地域を除く（いずれもかつては字名護だった）
- 東江
- 大東
- 大中
- 大北